# Trapani Calcio 2019-2020
Questa voce raccoglie le informazioni riguardanti il Trapani Calcio nelle competizioni ufficiali della stagione 2019-2020.

## Stagione
La stagione 2019-2020 è per il Trapani Calcio la 5ª partecipazione alla seconda serie del Campionato italiano di calcio, la prima per la nuova proprietà Alivision Transport, rappresentata dal finanziere romano Giorgio Heller.
L'8 luglio è ufficializzato il ritorno di Raffaele Rubino quale direttore sportivo e responsabile dell'area tecnica, che indica Francesco Baldini come nuovo allenatore della formazione granata. Il ritiro pre-campionato viene previsto a San Lorenzo Dorsino dal 21 al 30 luglio, e a Spiazzo dal 31 luglio al 9 agosto.
Le iniziali difficoltà incontrate in campionato, penultimo posto in classifica, conducono la società a sollevare in dicembre dall'incarico l'allenatore Francesco Baldini sostituendolo con Fabrizio Castori. Ulteriori cambiamenti coinvolgono anche l'area amministrativa: Luca Nember sostituisce Raffaele Rubino come direttore sportivo.
La proprietà, nella persona di Fabio Petroni, decide di cambiare i vertici: Giuseppe Pace, imprenditore e presidente della Camera di Commercio, diventa il 10 gennaio 2020 il nuovo presidente succedendo a Giorgio Heller. Il 20 gennaio 2020 anche Nember lascia Trapani. Per inadempienze societare gli vengono inflitti 2 punti di penalizzazione.
All'ultima giornata di campionato arriva la vittoria casalinga per (2-0) contro il Crotone neo promosso, ma il contemporaneo successo del Cosenza rende inutile la vittoria dei siciliani, che, terzultimi, retrocedono in Serie C. Senza la penalizzazione di 2 punti si sarebbe salvati sul campo. Un'annata difficile anche per la pandemia di Covid-19, che ha fermato per tre mesi anche il calcio italiano dal 10 marzo al 16 giugno 2020, con molte gare giocate a porte chiuse, senza il supporto del pubblico.

## Divise e sponsor
Il fornitore ufficiale di materiale tecnico per la stagione 2019-2020 è Joma, mentre i main sponsor sono SuperConveniente del gruppo Arena e Liberty Lines. Confermato per tutte le squadre di serie B il top sleeve sponsor "Facile ristrutturare" sulla manica sinistra.
Dal 20 giugno 2020, alla ripresa del campionato dopo la sospensione dovuta alla pandemia di COVID-19 del 2020 in Italia, la società cambia fornitore tecnico, passando all'azienda statunitense Nike.
| Casa | Trasferta | Terza maglia | Portiere | Casa | Trasferta |

## Organigramma societario
Area direttiva
- Presidente: Giuseppe Pace
- Amministratore delegato: Lorenzo Petroni
- Vice Presidente: Luigi Foffo
- Direttore generale: Giuseppe Mangiarano
- Consigliere: Paolo Giuliano
- Consigliere: Monica Pretti
- Consigliere: Massimo Marino
- Consigliere: Carlo Maria Medaglia
- Segretario sportivo: Carlo Pace
- Segretario amministrativo: Andrea Oddo

Area organizzativa
- Direttore sportivo: Carica vacante, Luca Nember[11] (fino al 24 gennaio), Raffaele Rubino[12] (fino al 20 Ottobre)
- Team manager: Giovanni Panetta
- Club manager: Ignazio Arcoleo
- Magazziniere: Giancarlo Lentini

Area comunicazione
- Resp. comunicazione e Ufficio stampa: Cinzia Bizzi
- Fotografo: Giovanni Pappalardo

Area tecnica
- Allenatore: Francesco Baldini (fino al 17/12/2019), poi Fabrizio Castori[14]
- Vice allenatore: Luciano Mularoni (fino al 17/12/2019), poi Riccardo Bocchini
- Coll. tecnico: Stefano Firicano (fino al 17/12/2019), Marco Castori
- Preparatore atletico: Diego Gemignani
- Coll. preparatore atletico: Luigi Stori
- Preparatore dei portieri: Davide Bertaccini
- Responsabile tecn. Settore giovanile: Sandro Porchia[15]

Settore giovanile
- Allenatore Primavera: Giuseppe Scurto
- Allenatore Under 17: Salvatore Aronica
- Allenatore Under 16: Antonino Daì
- Allenatore Under 15: Mirko Spataro

Area sanitaria
- Responsabile Sanitario: Giuseppe Mazzarella
- Medico sociale: Roberto Matracia e Ettore Tocco
- Massofisioterapista: Salvatore Scardina, Claudio Fici e Mirko Genzardi

## Rosa
Rosa aggiornata al 31 gennaio 2020.
| N. |                               | Ruolo | Calciatore                 |
| -- | ----------------------------- | ----- | -------------------------- |
| 1  | Italia (bandiera)             | P     | Andrea Dini                |
| 1  | Albania (bandiera)            | P     | Elhan Kastrati             |
| 2  | Portogallo (bandiera)         | D     | João Silva                 |
| 2  | Israele (bandiera)            | D     | Shay Ben David             |
| 3  | Italia (bandiera)             | D     | Alessandro Martina         |
| 4  | Italia (bandiera)             | D     | Luca Pagliarulo (capitano) |
| 5  | Francia (bandiera)            | C     | Anthony Taugourdeau        |
| 6  | Italia (bandiera)             | D     | Stefano Scognamillo        |
| 7  | Italia (bandiera)             | A     | Daniele Ferretti           |
| 8  | Italia (bandiera)             | C     | Salvatore Aloi             |
| 9  | Italia (bandiera)             | A     | Felice Evacuo              |
| 10 | Angola (bandiera)             | A     | M'Bala Nzola               |
| 10 | Senegal (bandiera)            | C     | Mamadou Coulibaly          |
| 11 | Macedonia del Nord (bandiera) | C     | Nikola Jakimovski          |
| 12 | Italia (bandiera)             | P     | Marco Carnesecchi          |
| 14 | Francia (bandiera)            | C     | Jonathan Biabiany          |
| 16 | Italia (bandiera)             | D     | Alessandro Minelli         |
| 16 | Italia (bandiera)             | C     | Riccardo Cataldi           |
| 17 | Italia (bandiera)             | C     | Gregorio Luperini          |
| 18 | Italia (bandiera)             | D     | Cristian Cauz              |
| 18 | Italia (bandiera)             | D     | Alessandro Buongiorno      |

| N. |                      | Ruolo | Calciatore            |
| -- | -------------------- | ----- | --------------------- |
| 19 | Italia (bandiera)    | C     | Francesco Corapi      |
| 19 | Ghana (bandiera)     | C     | Moses Odjer           |
| 20 | Italia (bandiera)    | D     | Antonio Candela       |
| 21 | Italia (bandiera)    | C     | Luigi Scaglia         |
| 22 | Italia (bandiera)    | P     | Giuseppe Stancampiano |
| 23 | Italia (bandiera)    | A     | Giacomo Tulli         |
| 23 | Polonia (bandiera)   | C     | Tomasz Kupisz         |
| 24 | Italia (bandiera)    | A     | Francesco Golfo       |
| 25 | Italia (bandiera)    | D     | Michele Fornasier     |
| 26 | Polonia (bandiera)   | A     | Filip Piszczek        |
| 28 | Italia (bandiera)    | C     | Andrea Colpani        |
| 29 | Italia (bandiera)    | D     | Lorenzo Del Prete     |
| 30 | Italia (bandiera)    | C     | Enrico Canino         |
| 31 | Italia (bandiera)    | D     | Roberto Pirrello      |
| 32 | Italia (bandiera)    | A     | Stefano Pettinari     |
| 33 | Italia (bandiera)    | C     | Marco Moscati         |
| 34 | Italia (bandiera)    | A     | Nicola Dalmonte       |
| 36 | Italia (bandiera)    | C     | Filippo Tolomello     |
| 37 | Argentina (bandiera) | D     | Fausto Grillo         |
| 38 | Norvegia (bandiera)  | D     | Stefan Strandberg     |
| 39 | Italia (bandiera)    | D     | Giuseppe Filì         |
| 40 | Italia (bandiera)    | A     | Francesco Gancitano   |

## Calciomercato

### Sessione estiva(dal 1/7 al 2/9)
| Acquisti | Acquisti              | Acquisti              | Acquisti      |
| R.       | Nome                  | da                    | Modalità      |
| -------- | --------------------- | --------------------- | ------------- |
| P        | Andrea Dini           | Parma                 | prestito      |
| A        | Francesco Golfo       | Parma                 | prestito      |
| D        | Stefano Scognamillo   | Parma                 | definitivo    |
| D        | Cristian Cauz         | Parma                 | prestito      |
| C        | Gregorio Luperini     | Pistoiese             | definitivo    |
| D        | Francesco Frosali     | San Donato Tavarnelle | definitivo    |
| C        | Andrea Colpani        | Atalanta              | prestito      |
| D        | Alessandro Martina    | SPAL                  | fine prestito |
| A        | Antonino Musso        | Troina                | fine prestito |
| P        | Giuseppe Stancampiano | Anagni                | definitivo    |
| P        | Marco Carnesecchi     | Atalanta              | prestito      |
| C        | Nikola Jakimovski     | Larissa               | definitivo    |
| D        | Antonio Candela       | Genoa                 | prestito      |
| D        | Lorenzo Del Prete     | Juventus U23          | prestito      |
| D        | Michele Fornasier     | Parma                 | prestito      |
| C        | Luigi Scaglia         | Parma                 | definitivo    |
| A        | Stefano Pettinari     | Lecce                 | prestito      |
| C        | Marco Moscati         | Perugia               | prestito      |
| D        | Alessandro Minelli    | Parma                 | prestito      |

| Cessioni | Cessioni             | Cessioni              | Cessioni      |
| R.       | Nome                 | a                     | Modalità      |
| -------- | -------------------- | --------------------- | ------------- |
| P        | Andrea Dini          | Parma                 | fine prestito |
| A        | Francesco Golfo      | Parma                 | fine prestito |
| D        | Stefano Scognamillo  | Parma                 | fine prestito |
| P        | Andrea Cavalli       | Reggio Audace         | fine prestito |
| D        | Juan Ramos           | Parma                 | fine prestito |
| D        | Erasmo Mulè          | Sampdoria             | fine prestito |
| D        | Andrea Scrugli       | Triestina             | prestito      |
| C        | Davide Mastaj        | Parma                 | fine prestito |
| C        | Marco Toscano        | Palermo               | fine prestito |
| C        | Pedro Costa Ferreira | Lecce                 | fine prestito |
| A        | Francesco Fedato     | Foggia                | fine prestito |
| D        | Francesco Frosali    | San Donato Tavarnelle | definitivo    |
| A        | Antonino Musso       | Salernitana           | prestito      |
| D        | Michele Franco       | Monza                 | definitivo    |
| A        | Lucas Dambros        | FC Messina            | definitivo    |
| D        | Nicola Culcasi       | Casarano              | prestito      |
| D        | Desiderio Garufo     | Reggio Audace         | definitivo    |

### Operazioni tra le due sessioni
| Acquisti | Acquisti          | Acquisti   | Acquisti   |
| R.       | Nome              | da         | Modalità   |
| -------- | ----------------- | ---------- | ---------- |
| C        | Jonathan Biabiany | Svincolato | definitivo |
| D        | Fausto Grillo     | Svincolato | definitivo |
| D        | Stefan Strandberg | Svincolato | definitivo |

| Cessioni | Cessioni | Cessioni | Cessioni |
| R.       | Nome     | a        | Modalità |
| -------- | -------- | -------- | -------- |

### Sessione invernale(dal 2/1 al 31/1)
| Acquisti | Acquisti              | Acquisti      | Acquisti   |
| R.       | Nome                  | da            | Modalità   |
| -------- | --------------------- | ------------- | ---------- |
| D        | Alessandro Buongiorno | Torino        | prestito   |
| A        | Nicola Dalmonte       | Genoa         | prestito   |
| C        | Mamadou Coulibaly     | Udinese       | prestito   |
| C        | Moses Odjer           | Salernitana   | definitivo |
| C        | Tomasz Kupisz         | Bari          | prestito   |
| D        | Shay Ben David        | Maccabi Haifa | prestito   |
| D        | Roberto Pirrello      | Empoli        | prestito   |
| P        | Elhan Kastrati        | Pescara       | definitivo |
| A        | Filip Piszczek        | KS Cracovia   | prestito   |

| Cessioni         | Cessioni           | Cessioni  | Cessioni      |
| R.               | Nome               | a         | Modalità      |
| ---------------- | ------------------ | --------- | ------------- |
| A                | M'Bala Nzola       | Spezia    | prestito      |
| D                | Cristian Cauz      | Parma     | fine prestito |
| C                | Francesco Corapi   | Catanzaro | definitivo    |
| A                | Giacomo Tulli      | Catanzaro | definitivo    |
| P                | Andrea Dini        | Parma     | fine prestito |
| A                | Francesco Golfo    | Parma     | fine prestito |
| D                | João Silva         | Bisceglie | definitivo    |
| A                | Daniele Ferretti   | Avellino  | definitivo    |
| D                | Alessandro Minelli | Parma     | fine prestito |
| D                | Antonio Candela    | Genoa     | fine prestito |
| Altre operazioni |                    |           |               |
| R.               | Nome               | da        | Modalità      |
| C                | Gabriele Sangiorgi | Ascoli    | prestito      |

## Risultati

### Serie B

#### Girone di andata
| Arbitro: | Prontera (Bologna) |

|                                              |           |                 |
| Scamacca 17’ Luperini 83’ (aut.) Da Cruz 90’ | Marcatori | 64’ D. Ferretti |

| Arbitro: | Camplone (Pescara) |

|  |           |             |
|  | Marcatori | 24’ Bocalon |

| Arbitro: | Fourneau (Roma) |

|                    |           |  |
| Celar 46’ Diaw 67’ | Marcatori |  |

| Arbitro: | Massimi (Termoli) |

|  |           |                   |
|  | Marcatori | 72’ (rig.) Kiyine |

| Erice 24 settembre 2019, ore 19:00 CEST 5ª giornata | Trapani            | 0 – 0 referto | Cremonese | Stadio Polisportivo Provinciale (4 014 spett.)\| Arbitro: \| Illuzzi (Molfetta) \| |
| Arbitro:                                            | Illuzzi (Molfetta) |               |           |                                                                                    |

| Arbitro: | Amabile (Vicenza) |

|                           |           |                                           |
| Ragusa 39’ Bartolomei 74’ | Marcatori | 20’ Nzola 34’ Luperini 41’, 60’ Pettinari |

| Arbitro: | Sacchi (Macerata) |

|                 |           |                       |
| Taugourdeau 20’ | Marcatori | 79’ Canotto 89’ Forte |

| Arbitro: | Rapuano (Rimini) |

|                |           |                        |
| G. De Luca 41’ | Marcatori | 68’ (rig.) Taugourdeau |

| Arbitro: | Ayroldi (Molfetta) |

|                                 |           |                       |
| Moscati 23’ Veseli 90+7’ (aut.) | Marcatori | 8’ Bajrami 62’ Stulac |

| Arbitro: | Robilotta (Sala Consilina) |

|                    |           |  |
| Ciano 1’, 55’, 64’ | Marcatori |  |

| Arbitro: | Amabile (Vicenza) |

|                                |           |                        |
| Camporese 7’ Burrai 70’ (rig.) | Marcatori | 89’ (rig.) Taugourdeau |

| Arbitro: | Prontera (Bologna) |

|                           |           |                   |
| Moscati 17’ Pettinari 43’ | Marcatori | 6’, 45+2’ Pierini |

| Arbitro: | Abbattista (Molfetta) |

|            |           |                    |
| Mazzeo 48’ | Marcatori | 35’, 45’ Pettinari |

| Arbitro: | Sozza (Seregno) |

|            |           |  |
| Evacuo 34’ | Marcatori |  |

| Arbitro: | Minelli (Varese) |

|                                                |           |  |
| Coda 10’ N. Viola 32’ (rig.), 82’, 88’ Sau 79’ | Marcatori |  |

| Arbitro: | Dionisi (L'Aquila) |

|                 |           |                                |
| Pettinari 45+2’ | Marcatori | 1’ Pinato 18’, 67’ Moscardelli |

| Arbitro: | Ayroldi (Molfetta) |

|                |           |                 |
| M. Ciofani 42’ | Marcatori | 30’ Taugourdeau |

| Arbitro: | Marini (Roma) |

|                            |           |                             |
| Luperini 23’ Pettinari 64’ | Marcatori | 62’ Iemmello 85’ Falcinelli |

| Arbitro: | Maggioni (Lecco) |

|                                          |           |  |
| Messias 48’ Mazzotta 78’ Simy 83’ (rig.) | Marcatori |  |

#### Girone di ritorno
| Arbitro: | Camplone (Pescara) |

|                                |           |                 |
| Pettinari 6’, 66’ Luperini 81’ | Marcatori | 32’ L. Morosini |

| Arbitro: | Ghersini (Genova) |

|           |           |               |
| Aramu 25’ | Marcatori | 74’ Pettinari |

| Arbitro: | Robilotta (Sala Consilina) |

|  |           |                              |
|  | Marcatori | 25’ Proia 54’ Diaw 87’ Pavan |

| Arbitro: | Di Martino (Teramo) |

|           |           |  |
| Đurić 12’ | Marcatori |  |

| Arbitro: | Prontera (Bologna) |

|                                                              |           |  |
| Palombi 11’, 15’ Gaetano 54’ Piccolo 76’ (rig.) Migliore 80’ | Marcatori |  |

| Arbitro: | Sozza (Seregno) |

|               |           |           |
| Pettinari 35’ | Marcatori | 44’ Gyasi |

| Arbitro: | Baroni (Firenze) |

|                              |           |                                      |
| Tonucci 67’ Forte 81’ (rig.) | Marcatori | 30’ Pettinari 53’ (rig.) Taugourdeau |

| Arbitro: | Ayroldi (Molfetta) |

|                                                              |           |                      |
| Evacuo 63’ Pettinari 71’ Taugourdeau 89’ L. A. Scaglia 90+4’ | Marcatori | 23’ (aut.) Coulibaly |

| Arbitro: | Dionisi (L'Aquila) |

|                       |           |               |
| Pagliarulo 87’ (aut.) | Marcatori | 45’ Pettinari |

| Erice 20 giugno 2020, ore 18:00 CEST 29ª giornata | Trapani            | 0 – 0 referto | Frosinone | Stadio Polisportivo Provinciale (0 spett.)\| Arbitro: \| Illuzzi (Molfetta) \| |
| Arbitro:                                          | Illuzzi (Molfetta) |               |           |                                                                                |

| Arbitro: | Prontera (Bologna) |

|                                        |           |  |
| Coulibaly 34’ Pettinari 58’ 62’ (rig.) | Marcatori |  |

| Arbitro: | Serra (Torino) |

|                        |           |                                     |
| Báez 40’ Asencio 90+4’ | Marcatori | 20’ (rig.) Taugourdeau 37’ Dalmonte |

| Arbitro: | Amabile (Vicenza) |

|                              |           |            |
| Pettinari 89’ Dalmonte 90+5’ | Marcatori | 83’ Murilo |

| Arbitro: | Minelli (Varese) |

|                 |           |              |
| Giaccherini 21’ | Marcatori | 78’ Piszczek |

| Arbitro: | Camplone (Pescara) |

|                              |           |  |
| Pagliarulo 35’ Coulibaly 73’ | Marcatori |  |

| Arbitro: | Robilotta (Sala Consilina) |

|                                    |           |                         |
| Vido 39’ Lisi 54’ M. Marconi 90+2’ | Marcatori | 57’ Kupisz 64’ Piszczek |

| Arbitro: | Baroni (Firenze) |

|              |           |  |
| Luperini 13’ | Marcatori |  |

| Arbitro: | Dionisi (L'Aquila) |

|                |           |                           |
| Falcinelli 26’ | Marcatori | 23’ Grillo 90+4’ Luperini |

| Arbitro: | Ros (Pordenone) |

|                              |           |  |
| Taugourdeau 54’ Dalmonte 58’ | Marcatori |  |

### Coppa Italia
| Arbitro: | Marini (Roma) |

|                           |           |           |
| Evacuo 44’, 59’ Nzola 82’ | Marcatori | 12’ Cacia |

| Arbitro: | Calvarese (Teramo) |

|                   |           |  |
| Scamacca 48’, 80’ | Marcatori |  |

## Statistiche

### Statistiche di squadra
Le statistiche sono aggiornate al 13 luglio 2020.
| Competizione | Punti       | In casa | In casa | In casa | In casa | In casa | In casa | In trasferta | In trasferta | In trasferta | In trasferta | In trasferta | In trasferta | Totale | Totale | Totale | Totale | Totale | Totale | DR  |
| Competizione | Punti       | G       | V       | N       | P       | Gf      | Gs      | G            | V            | N            | P            | Gf           | Gs           | G      | V      | N      | P      | Gf     | Gs     | DR  |
| ------------ | ----------- | ------- | ------- | ------- | ------- | ------- | ------- | ------------ | ------------ | ------------ | ------------ | ------------ | ------------ | ------ | ------ | ------ | ------ | ------ | ------ | --- |
| Serie B      | 44(-2)      | 19      | 8       | 6       | 5       | 27      | 20      | 19           | 3            | 7            | 9            | 21           | 40           | 38     | 11     | 13     | 14     | 48     | 60     | -12 |
| Coppa Italia | Terzo Turno | 1       | 1       | 0       | 0       | 3       | 1       | 1            | 0            | 0            | 1            | 0            | 2            | 2      | 1      | 0      | 1      | 3      | 3      | 0   |
| Totale       | 44          | 20      | 9       | 6       | 5       | 30      | 21      | 20           | 3            | 7            | 10           | 21           | 42           | 39     | 12     | 13     | 15     | 51     | 63     | -12 |

### Andamento in campionato
| Giornata  | 1  | 2  | 3  | 4  | 5  | 6  | 7  | 8  | 9  | 10 | 11 | 12 | 13 | 14 | 15 | 16 | 17 | 18 | 19 | 20 | 21 | 22 | 23 | 24 | 25 | 26 | 27 | 28 | 29 | 30 | 31 | 32 | 33 | 34 | 35 | 36 | 37 | 38 |
| --------- | -- | -- | -- | -- | -- | -- | -- | -- | -- | -- | -- | -- | -- | -- | -- | -- | -- | -- | -- | -- | -- | -- | -- | -- | -- | -- | -- | -- | -- | -- | -- | -- | -- | -- | -- | -- | -- | -- |
| Luogo     | T  | C  | T  | C  | C  | T  | C  | T  | C  | T  | T  | C  | T  | C  | T  | C  | T  | C  | T  | C  | T  | C  | T  | T  | C  | T  | C  | T  | C  | C  | T  | C  | T  | C  | T  | C  | T  | C  |
| Risultato | P  | P  | P  | P  | N  | V  | P  | N  | N  | P  | P  | N  | V  | V  | P  | P  | N  | N  | P  | V  | N  | P  | P  | P  | N  | N  | V  | N  | N  | V  | N  | V  | N  | V  | P  | V  | V  | V  |
| Posizione | 18 | 19 | 20 | 20 | 19 | 19 | 19 | 19 | 20 | 20 | 20 | 20 | 20 | 19 | 19 | 19 | 19 | 19 | 19 | 19 | 19 | 19 | 19 | 19 | 19 | 19 | 19 | 19 | 19 | 19 | 19 | 18 | 18 | 18 | 18 | 18 | 18 | 18 |

Fonte:  Serie B, su calcio.com.
Legenda:

Luogo: C = Casa; T = Trasferta. Risultato: V = Vittoria; N = Pareggio; P = Sconfitta.